# Deathmatch
Deathmatch (prevedeno na hrvatski "smrtna borba") je veoma čest mod (način igre) u FPS i RTS videoigrama. Cilj Deathmatcha je ubiti što veći broj protivnika do određenog uvjeta, najčešće određenog broja ubojstava ili vremenskog ograničenja. Kada se postigne uvjet, proglašava se kraj borbe, a pobjednik je igrač s najvećim brojem ubojstava.
Pojam se najvjerojatnije pojavio prvi put u igri Doom, a kasnije je postao uobičajen u Quakeu i Unreal tournamentu.